# San Isidro Ovando
San Isidro Ovando är en ort i Mexiko.   Den ligger i kommunen San José Chiapa och delstaten Puebla, i den sydöstra delen av landet, 140 km öster om huvudstaden Mexico City. San Isidro Ovando ligger 2 444 meter över havet och antalet invånare är 248.
Terrängen runt San Isidro Ovando är huvudsakligen platt, men österut är den kuperad. Runt San Isidro Ovando är det ganska tätbefolkat, med 108 invånare per kvadratkilometer. Närmaste större samhälle är Huamantla, 18,3 km väster om San Isidro Ovando. Trakten runt San Isidro Ovando består till största delen av jordbruksmark.